# Choroterpides
Choroterpides is een geslacht van haften (Ephemeroptera) uit de familie Leptophlebiidae.

## Soorten
Het geslacht Choroterpides omvat de volgende soorten:
- Choroterpides exigua
- Choroterpides hainanensis
- Choroterpides major
- Choroterpides minor
- Choroterpides nigella